# Richard Posner

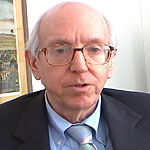
Richard Posner (2006)

Richard Allen Posner (* 11. Januar 1939 in New York City) ist Jurist und Wirtschaftswissenschaftler. Er war zwischen 1981 und 2017 Richter am US-Bundesberufungsgericht in Chicago und gehört zu den Vertretern des Law-and-Economics-Ansatzes, den er als Professor an der University of Chicago Law School mitentwickelte.

## Leben
Posner studierte am Yale College und der Harvard Law School, wo er Präsident der Harvard Law Review war und als Jahrgangsbester abschloss. Er ist Mitglied der Honor Society Phi Beta Kappa.
Nach einer Tätigkeit als wissenschaftlicher Mitarbeiter des US-Verfassungsrichters William Joseph Brennan (1962–1963) war er bei der Bundeshandelskommission und als Assistent des Solicitor General sowie als Berater in der President's Task Force on Communications Policy tätig.
1968 wurde er außerordentlicher Professor an der Stanford Law School, 1969 Professor an der University of Chicago Law School, wo er immer noch als Senior Lecturer tätig ist. Präsident Ronald Reagan ernannte ihn 1981 zum Richter am  Seventh Circuit des US-Bundesberufungsgerichtes, dem er von 1993 bis 2000 vorstand. Seit 1982 ist er Mitglied der American Academy of Arts and Sciences und seit 1987 korrespondierendes Mitglied der British Academy.
Posner zählt zur Chicagoer Schule. Im Zuge der Finanzkrise ab 2007 wandte er sich keynesianischen Ansätzen zu. Seit 2013 zählt ihn Thomson Reuters aufgrund der Zahl seiner Zitationen zu den Favoriten auf einen Nobelpreis (Thomson Reuters Citation Laureates).

## Publikationen (Auswahl)
- 1973 Economic Analysis of Law (8. Auflage 2011, ISBN 978-0-7355-9442-5)
- 1976 Antitrust Law (2. Auflage 2001, ISBN 0-226-67576-9)
- 1981 The Economics of Justice, ISBN 0-674-23526-6
- 1988 Law and Literature: A Misunderstood Relation (3. Auflage 2009, ISBN 978-0-674-03246-0)
- 1990 The Problems of Jurisprudence, ISBN 0-674-70876-8
- 1990 Cardozo: A Study in Reputation, ISBN 0-226-67556-4
- 1992 Sex and Reason, ISBN 0-674-80280-2
- 1995 Overcoming Law, ISBN 0-674-64926-5
- 1995 Aging and Old Age, ISBN 0-226-67568-8
- 1996 The Federal Courts: Challenge and Reform, ISBN 0-674-29626-5
- 1996 Law and Legal Theory in England and America, ISBN 0-19-826471-2
- 1999 The Problematics of Moral and Legal Theory, ISBN 0-674-00799-9
- 2001 Frontiers of Legal Theory, ISBN 0-674-01360-3
- 2001 Breaking the Deadlock: The 2000 Presidential Election and the Courts, ISBN 0-691-09073-4
- 2003 Law, Pragmatism and Democracy, ISBN 0-674-01081-7
- 2003 Public Intellectuals: A Study of Decline, ISBN 0-674-00633-X
- 2003 The Economic Structure of Intellectual Property Law (mit William M. Landes), ISBN 0-674-01204-6
- 2004 Catastrophe: Risk and Response, ISBN 0-19-530647-3
- 2005 Preventing Surprise Attacks: Intelligence Reform in the Wake of 9/11, ISBN 0-7425-4947-X
- 2006 Uncertain Shield: The U.S. Intelligence System in the Throes of Reform, ISBN 0-7425-5127-X
- 2006 Not a Suicide Pact: The Constitution in a Time of National Emergency, ISBN 0-19-530427-6
- 2007 The Little Book of Plagiarism, ISBN 978-0-375-42475-5
- 2007 Countering Terrorism: Blurred Focus, Halting Steps, ISBN 978-0-7425-5883-0
- 2008 How Judges Think, ISBN 978-0-6740-4806-5